# 曾潔鈺
曾洁钰（英語：Chen Keat Yoke，1989年2月1日—），马来西亚彭亨州金马伦人，参加过2007年ASTRO新秀歌唱大赛，但最后没成功继续晋级。后来再次参加2009年ASTRO新秀歌唱大赛，成功闯入决赛最后得到了季军。之后与黄毓敏、刘界辉一起代表马来西亚到香港参加2009TVB8全球华人新秀歌唱比赛，成为首位以季军姿态在海外比赛夺冠的新秀。
演出周青元的《大日子woohoo!》，并凭着“咸鱼莲”这个角色成功打开了知名度。
2010年，適逢青運丹南支會廿週年會慶，曾洁钰被沙巴州政府委任為反毒親善大使。到了2015年10月，曾洁钰開始主持Astro AEC和AEC HD頻道的《遠走高飛》節目。
曾洁钰的演出作品有《大日子woohoo!》、《阿炳心想事成》、《皇宮灿烂》、《阿炳》系列，发表单曲：《暖手》，和新秀5强新歌MV-《Mr. Right 不要耍赖》。曾洁钰的首个代言产品則是Beauxlim。

## 個人生活
曾洁钰與初戀男友Tzung交往20年，於2023年4月訂婚，2024年6月在金馬崙舉辦婚禮並宣布懷孕。她於2024年12月19日產下一子。

## 擔任嘉宾
| 日期          | 亲子歌唱节目     |
| ------------- | ---------------- |
| 2023年6月25日 | 好声Family第四季 |

## 作品

### 电影
| 年代   | 片名         | 角色           |
| 2010年 | 大日子       | 咸鱼莲（阿莲） |
| 2012年 | 阿炳心想事成 | 咸鱼莲         |
| 2014年 | 阿炳马到功成 | 咸鱼莲         |
| 2018   | 星剧本       | 刘诗乐（乐乐） |
| 2023   | 饿鬼食堂     | Bonnie         |

### 电视剧
| 年代   | 片名       | 角色   |
| 2023年 | 幸福大件事 | 常如意 |
| 2023年 | 女神请登录 | 魏晓娟 |